# غلامحسین مفیدی
غلامحسین مفیدی بازیگر سینمای اهل ایران است.

## فیلمشناخت
- زن و زمین/خوش غیرت (۱۳۵۷)
- محلل (۱۳۵۰)
- طلای سفید (۱۳۴۱)
- بچه‌ننه (۱۳۳۹)
- بیم و امید (۱۳۳۹)
- آقا جنی شده (۱۳۳۸)